# Brooks Camp Boat House
La Brooks Camp Boat House est un hangar à bateaux américain situé dans le borough de Lake and Peninsula, en Alaska. Protégée au sein des parc national et réserve de Katmai, cette structure en rondins de bois est inscrite au Registre national des lieux historiques depuis le 15 mars 2010.